# Flavius Rusticus Helpidius
Flavius Rusticus Helpidius két keresztény költő elnevezése az V-VI. századból Galliában.
Az V. századi latin nyelven író költő azonosítása rendkívül bizonytalan, először Pomponius Mela és egy Iulius Paris nevű szerző tesz róla említést. Sidonius Apollinaris levelében szerepel egy utalás egy quaestorviselt személyre, aki valószínűleg az V. századi Helpidiusszal azonos.
A quaestorviselt Helpidius nevéhez két fontos mű fűződikː  Historiarum testamenti veteris et novi és a Carmen de Christi
Iesu beneficiis. Az előbbiben az Ó- és Újszövetség egyes történeteit verseli meg, valószínűleg templomok díszítésére szolgáló
feliratoknak szánva azokat. A másodikban kifejezetten Jézus által végrehajtott csodákat olvashatunk.
A VI. századi Helpidius, akit Diakónus melléknévvel is illetnek, Ennodius és Theoderik gót király barátja volt. Halálának ideje 533 körülre tehető

## Fordítás
- Ez a szócikk részben vagy egészben  a   Flavius Rusticus Helpidius című angol Wikipédia-szócikk fordításán alapul.  Az eredeti cikk szerkesztőit annak laptörténete sorolja fel. Ez a jelzés csupán a megfogalmazás eredetét és a szerzői jogokat jelzi, nem szolgál a cikkben szereplő információk forrásmegjelöléseként.